# Libertynizm
Libertynizm – nieformalny ruch społeczno-polityczny działający w XVII i XVIII wieku w Europie – głównie we Francji. Współcześnie słowem tym opatruje się najczęściej poglądy uzasadniające różnie rozumianą wolność w skrajnych postaciach.
Pierwotnie libertynami nazywano odłam anabaptystów holenderskich, który odrzucił niektóre normy obyczajowe swoich czasów, uważając je za niezgodne z Biblią. Holenderscy libertyni głosili powrót do natury, polegający m.in. na bardziej swobodnym podejściu do spraw seksu i nagości.
W XVII w. słowo to przyjęło się we Francji, gdzie mianem tym zaczęto opatrywać kręgi wolnomyślicieli, którzy odrzucali wiele norm moralnych, religijnych i obyczajowych. W XVIII w. słowo to stało się już synonimem rozwiązłości seksualnej panującej powszechnie wśród francuskiej arystokracji, z których wielu uzasadniało swoje postępowanie pismami libertynów holenderskich i francuskich z poprzedniego stulecia, które były na ogół rozprowadzane nielegalnie. Ruch ten promieniował też na inne kraje Europy m.in. Wielką Brytanię, Austrię a nawet Polskę i Rosję. Pod koniec XVIII w. i na początku XIX, pojawili się pisarze i myśliciele, którzy doprowadzili poglądy libertyńskie do skrajności m.in. Donatien Alphonse François de Sade, Leopold von Sacher-Masoch. Epoka libertynizmu swoje odzwierciedlenie znalazła w powieści „Moje nawrócenie: wyznania libertyna” autorstwa Honoré Gabriel Riqueti de Mirabeau, działacza politycznego okresu Wielkiej Rewolucji Francuskiej.